# Roberto Wagner

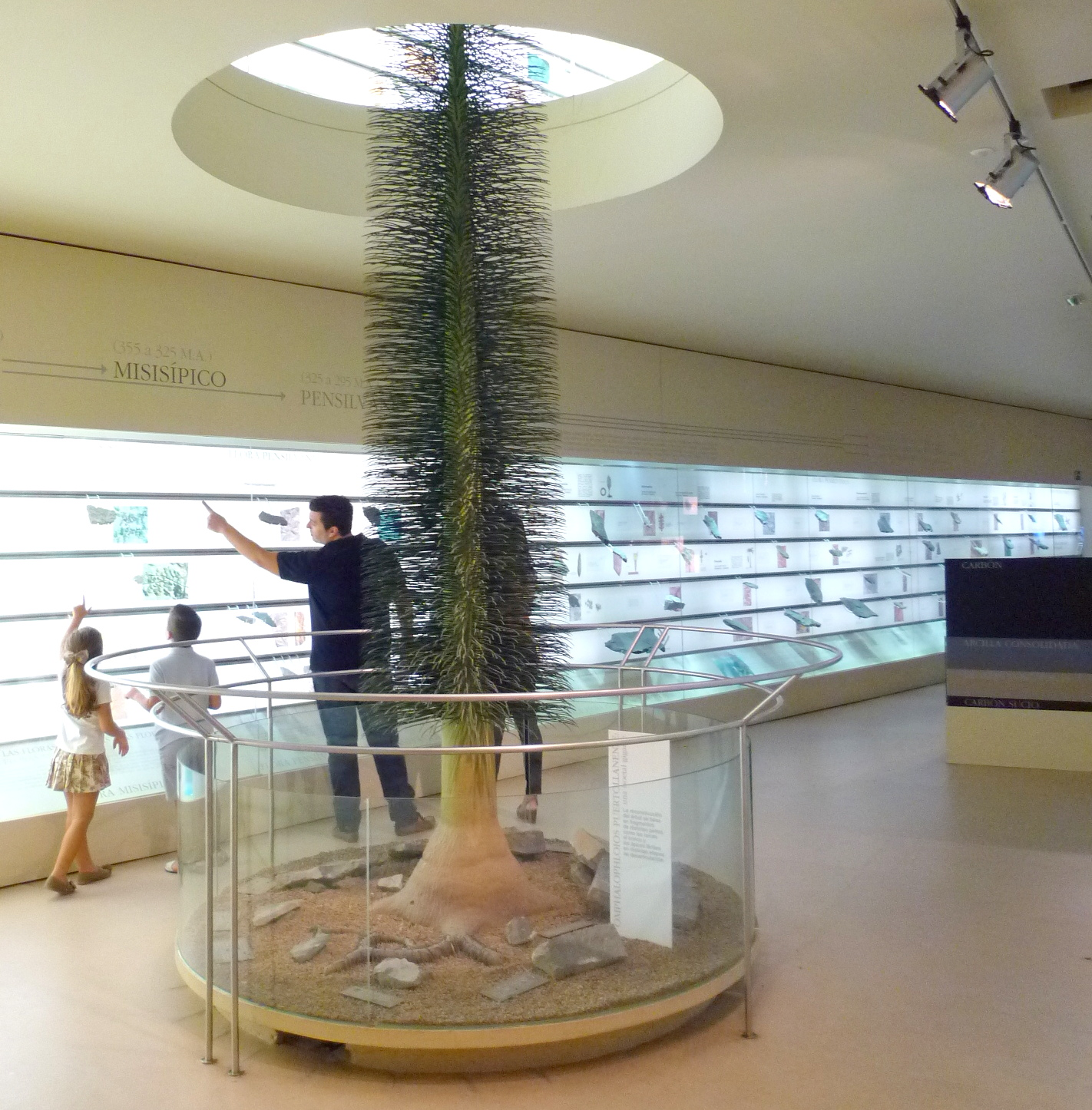
Museo Paleobotánico «Roberto Wagner» en el Real Jardín Botánico de Córdoba, creado a partir de la colección de fósiles donada por Wagner a la ciudad.

Robert H. Wagner (Surabaya, Indias Orientales, 1927-Córdoba, España, 7 de febrero de 2018) fue un geólogo y paleobotánico neerlandés. Fue profesor en la Universidad de Sheffield, aunque desarrolló buena parte de su carrera profesional en España. Fue fundador y director honorífico del Centro de Paleobotánica del Real Jardín Botánico de Córdoba (España).

## Biografía
Nació en 1927 en Surabaya, entonces en las Indias Orientales Neerlandesas y parte del Imperio neerlandés.
Tras la ocupación japonesa de la colonia estuvo en un campo de internamiento casi cuatro años, entre 1942 y 1945. Tras la liberación, se trasladó a los Países Bajos, donde comenzó sus estudios de geología en la Universidad de Leiden.
Siendo todavía estudiante, comenzó sus estudios de la paleobotánica española en 1950, bajo la dirección de su profesor W. J. Jongmans, en colaboración con el paleontólogo español Bermudo Meléndez Meléndez, trabajos que continuó durante toda su vida. En 1953 se licenció en Geología por la Universidad de Leiden y en 1968 se doctoró por la Universidad de Ámsterdam, con la tesis Upper Westphalian and Stephanian species of Alethopteris from Europe, Asia Minor and North America, dirigida por el profesor A. D. J. Meeuse. Los primeros resultados sobre la compleja geología de la cordillera Cantábrica los publicó, junto a Jongmans, en 1957.
Entre 1953 y 1959 realizó varios trabajos como paleobotánico en los Países Bajos y para los servicios geológicos turcos y entre 1960 y 1983 fue profesor titular en la Universidad de Sheffield (Reino Unido). Desde 1983 hasta 1995 fue el jefe de geología de la Empresa Nacional Carbonífera del Sur (ENCASUR), donde tuvo la oportunidad de ampliar sus estudios del Carbonífero español a las cuencas del sur, especialmente en la cuenca carbonífera de Peñarroya-Belmez-Espiel (Córdoba).
Paralelammente participó en la Subcomisión de Estratigrafía del Carbonífero (SCCS), integrada en la Comisión Internacional de Estratigrafía de la Unión Internacional de Ciencias Geológicas, subcomisión de la que fue secretario en 1963, presidente entre 1983 y 1987 y posteriormente, un año más, vicepresidente.
En 1985 donó su colección de fósiles, unos sesenta mil ejemplares, al Ayuntamiento de Córdoba, constituyéndose el Centro de Paleobotánica, e incorporándose finalmente, en 2002, en el  Museo de Paleobotánica, creado al efecto en el Jardín Botánico de Córdoba, en el edificio del Molino de la Alegría.

## Reconocimientos
- El 11 de diciembre de 1985 fue investido doctor honoris causa por la Universidad de Córdoba.[8]
- En 1998 recibió la «Medalla de oro» de la Universidad Carolina de Praga (República Checa).[4]
- En 2009 la Organización Internacional de Paleobotánica (IOP) rindió homenaje a Wagner dedicándole el congreso internacional celebrado en Aguilar de Campoo, con el título «Present and Future of Paleobotany in SW Europe in honour of Robert H. Wagner».[9]
- El Museo de Paleobotánica del Real Jardín Botánico de Córdoba lleva su nombre.[10]

### Taxones dedicados
Un género y diez especies, entre ellas:
- Omphalophloios wagneri Opluštil, Pšenička & Bek, 2019, una especie de licópsiso del Moscoviense de Estados Unidos.[11]
- Wagnerispina Gandl, 1977, un género de trilobites.[12]
- Wagnerispina wagneri Gandl, 1977, una especie de trilobites descrita en la cordillera Cantábrica.[12]

## Obra

### Artículos científicos
Artículos sobre la geología española, seleccionados por Winkler (2013):
- Wagner, R. H. y Wagner‑Gentis, C. H. T. (1952). «Aportación al conocimiento de la geología de la zona de Barruelo (Palencia)». Estudios Geológicos, 8 (16): 301-344, lám. 75.
- Wagner, R. H. (1955). «Rasgos estratigráfico‑tectónicos del Paleozóico superior de Barruelo (Palencia)». Estudios Geológicos, (26): 145‑202.
- Jongmans, W. J. y Wagner, R. H. (1957). «Apuntes para el estudio geológico de la Zona Hullera de Riosa (Cuenca Central de Asturias)». Estudios Geológicos, 13 (33): 7-26
- Wagner, R. H. (1966). «Palaeobotanical dating of Upper Carboniferous folding phases in NW. Spain». Memorias del Instituto Geológico y Minero de España, 66 (1965): 169.
- Wagner, R. H. y Winkler Prins, C. F. (1985). «The Cantabrian and Barruelian stratotypes: a summary of basin development and biostratigraphic information». En: Lemos de Sousa, M. J. y Wagner, R. H. (eds.) Papers on the Carboniferous of the Iberian Peninsula (sedimentology, stratigraphy, palaeontology, tectonics and geochronology). Anais da Faculdade de Ciências, Universidade do Porto, 64 (suplemento): 359‑410.
- Wagner, R. H. (2009). «Geology of the Palaeozoic strata in northern Palencia». 16th International Congress de la Organisation Francophone de Paléobotanique: Present and future of Palaeobotany in Southwest Europe in honour of Robert H. Wagner, Aguilar de Campoo (Palencia Province, NW Spain), 9-11 de septiembre de 2009: 49-69.

### Libros
- Wagner, R. H.; Fernández García, L. G. y Eagar, R. M. C. (1983) Geology and palaeontology of the Guardo coalfield (NE. León-N.W. Palencia), Cantabrian MTS. Instituto Geológico y Minero de España. 109 págs. ISBN 84-7474-220-X
- Montero, Ángel y Wagner, Roberto H. (2008) Las floras terrestres a través de los tiempos geológicos. Jardín Botánico de Córdoba. 80 págs.